# Marco Tulio Rodas
Marco Tulio Rodas Juárez (San Marcos, Guatemala, 2 de enero de 1992) es un futbolista guatemalteco que actualmente milita en el Xelajú M. C. de la Liga Nacional de Guatemala.

## Trayectoria
Marco se hizo profesional en el fútbol en el Deportivo Marquense equipo oriundo de San Marcos ciudad donde nació y creció Rodas. Pasó por las categorías formativas desde temprana edad, la experiencia en el campo de juego le valieron ser el capitán del cuadro de los Leones durante varias temporadas. También tendría pasó por el equipo rival de los Leones, jugando para los gallos del Deportivo San Pedro. Tras perder la final de ascenso con el cuadro de los Leones, Marco ficharía por el Xelajú Mario Camposeco y así jugar en la máxima categoría de la Liga Nacional.

## Clubes
| Club                      | País      | Año       |
| ------------------------- | --------- | --------- |
| Deportivo Marquense       | Guatemala | 2013-2017 |
| Deportivo San Pedro F. C. | Guatemala | 2017-2018 |
| Deportivo Marquense       | Guatemala | 2018-2022 |
| Xelajú M. C.              | Guatemala | 2022-     |

## Palmarés

### Campeonatos nacionales
| Título                                | Club                | País      | Año  |
| ------------------------------------- | ------------------- | --------- | ---- |
| Torneo Apertura 2021 Primera División | Deportivo Marquense | Guatemala | 2021 |